# Microchilus capitatus
Microchilus capitatus är en orkidéart som beskrevs av Paul Ormerod. Microchilus capitatus ingår i släktet Microchilus och familjen orkidéer. Inga underarter finns listade i Catalogue of Life.